# Wolfgang Haubrichs
Wolfgang Haubrichs (* 22. Dezember 1942 in Saarbrücken) ist ein deutscher germanistischer Mediävist und Namenforscher. Er gehört zu den führenden Vertretern der Altgermanistik.

## Leben
Wolfgang Haubrichs ist der Sohn des Rechtsanwaltes Willi Haubrichs und dessen Ehefrau Erika (geb. Schaap). Geboren und aufgewachsen in Saarbrücken, absolvierte er im Jahr 1961 sein Abitur am dortigen Ludwigsgymnasium. Im selben Jahr begann er das Studium der Germanistik, Geschichte und Philosophie an der Universität des Saarlandes in Saarbrücken und an der Universität Bonn. Im Jahr 1967 promovierte er bei Hans Eggers zu einem Thema über Otfried von Weißenburg. Danach forschte er zwei Jahre als Stipendiat der Deutschen Forschungsgemeinschaft zu den Wechselbeziehungen zwischen der altdeutschen Bibelepik und der ostfränkischen Adels- und Klosterkultur des 9. Jahrhunderts. In dieser Zeit lehrte er als Assistent von Hans Eggers am Germanistischen Institut der Universität des Saarlandes. Im Jahr 1972 wurde er Assistenzprofessor am dortigen Fachbereich für Neuere Sprach- und Literaturwissenschaften. Im Jahr 1975 erfolgte die Habilitation zu einem Thema über das Georgslied und den Georgskult. Im selben Jahr wurde er zum Professor ernannt. Im Jahr 2007 wurde Haubrichs emeritiert und war von 2011 bis 2015 Seniorprofessor in Saarbrücken. Von 1998 bis 2008 war er Erster Vorsitzender der Wolfram von Eschenbach-Gesellschaft.

## Wirken
Von Beginn seiner wissenschaftlichen Tätigkeit befasste er sich mit der spätkarolingischen Zeit, vor allem mit der Abtei Prüm sowie mit dem Kloster Weißenburg und dem dort tätigen Otfried von Weißenburg. Im Folgenden weitete er seine Interessen auch auf die Stauferzeit und auf das Spätmittelalter aus. So befasst er sich unter anderem mit der Lyrik des Hochmittelalters, den Übertragungen französischer Chansons de geste durch Elisabeth von Lothringen und den deutschen Fassungen und der französischen Vorlage der Pilgerfahrt des träumenden Mönchs (Pèlerinage de la vie humaine) des Zisterziensers Guillaume de Digulleville aus dem 14. Jahrhundert.
Schon seit den 1970er Jahren befasste er sich mit der frühmittelalterlichen Geschichte des Saar-Mosel-Raumes, wobei er in interdisziplinärer Sichtweise namenkundliche und geschichtswissenschaftliche Forschungsergebnisse miteinander verband. Gemeinsam mit der Mittelalterarchäologin Frauke Stein, dem Romanisten Max Pfister sowie mit Historikern und Geografen initiierte er die an der Universität des Saarlandes seit dem Jahr 1979 alljährlich stattfindenden Kolloquien zum Thema „Name und Siedlung“, die die frühmittelalterliche Siedlungs- und Sprachgeschichte des Saar-Mosel-Raumes interdisziplinär erforschen. Aus der Analyse und Synthese archäologischer, onomastischer, historischer und geografischer Quellen lieferten die Kolloquien wichtige Forschungsergebnisse, unter anderem zur Herausbildung der deutsch-französischen Sprachgrenze. Als eines der Ergebnisse konnte eine umfassende Ortsnamensammlung im Archiv für Siedlungs- und Flurnamen des Saarlandes und des germanophonen Lothringen erstellt werden.
Im Jahr 1970 gründete er gemeinsam mit Helmut Kreuzer, Rul Gunzenhäuser und Wolfgang Klein die interdisziplinäre Zeitschrift für Literaturwissenschaft und Linguistik. Bis zum Jahr 2011 war er deren Mitherausgeber.
Ab 1998 war er Projektleiter des im Jahr 2011 abgeschlossenen Wörterbuchs der deutschen Winzersprache.

## Mitgliedschaften
- Leiter der Kommission für Deutsche Philologie der Akademie der Wissenschaften und der Literatur Mainz (seit 1997)
- Kommission für Deutsch-Slawische Namenforschung der Sächsischen Akademie der Wissenschaften
- Kommission für Deutsche Literatur des Mittelalters der Bayerischen Akademie der Wissenschaften (seit 1999)
- Korrespondierendes Mitglied der Österreichischen Akademie der Wissenschaften (seit 2005)
- Mitglied im Vorstand der Kommission für Saarländische Landesgeschichte und Volksforschung
- Mitglied im Beirat des Instituts für Landeskunde im Saarland
- Gutachter und Mitglied des CORE Panel Identities des Fonds National de la Recherche Luxembourg (seit 2008)
- Vorsitz im Historischen Verein für die Saargegend (1994–2000)
- Vorsitz in der Wolfram von Eschenbach-Gesellschaft (1998–2008)
- gewähltes Mitglied des Fachkollegiums Literaturwissenschaften der Deutschen Forschungsgemeinschaft (2000–2008)
- Mitglied des Beirates des Sprachenzentrums der Österreichischen Akademie der Wissenschaften (2008–2012)

## Auszeichnungen
- 1997: Henning-Kaufmann-Preis zur Förderung der deutschen Namenforschung

## Schriften (Auswahl)
Monographien
- Die Anfänge: Versuche volkssprachiger Schriftlichkeit im frühen Mittelalter (ca. 700–1050/60). In: Geschichte der deutschen Literatur von den Anfängen bis zum Beginn der Neuzeit. Bd. 1, 1. Tübingen 1995.
- Georgslied und Georgslegende im frühen Mittelalter: Text und Rekonstruktion. Königstein 1979. (Habilitationsschrift)
- Ordo als Form. Strukturstudien zur Zahlenkomposition bei Otfrid von Weißenburg und in karolingischer Literatur. Tübingen 1969. (Dissertationsschrift)

Herausgeberschaften
- mit Dieter Hägermann, Jörg Jarnut: Akkulturation: Probleme einer germanisch-romanischen Kultursynthese in Spätantike und frühem Mittelalter. Berlin/New York 2004.
- mit Hans-Walter Herrmann, Gerhard Sauder: Zwischen Deutschland und Frankreich. Elisabeth von Lothringen, Gräfin von Nassau-Saarbrücken. Röhrig Universitätsverlag, St. Ingbert 2002, ISBN 978-3-86110-319-6.
- mit Ernst Hellgardt, Reiner Hildebrandt, Stephan Müller, Klaus Ridder: Theodisca. Beiträge zur althochdeutschen und altniederdeutschen Sprache und Literatur in der Kultur des frühen Mittelalters. Eine internationale Fachtagung in Schönmühl bei Penzberg vom 13. bis zum 16. März 1997. Berlin/New York 2000.
- mit Eckart C. Lutz, Gisela Vollmann-Profe: Wolfram-Studien, 16: Aspekte des 12. Jahrhunderts. Freisinger Kolloquium 1998. Berlin 2000.
- mit Dieter Geuenich, Jörg Jarnut: Nomen et gens. Zur historischen Aussagekraft frühmittelalterlicher Personennamen. Berlin/New York 1997.
- mit Hans Ramge: Zwischen den Sprachen: Siedlungs- und Flurnamen in germanisch-romanischen Grenzgebieten. Beiträge des Saarbrücker Kolloquiums vom 9.–11. Okt. 1980. Saarbrücken 1983.